# Fertilisation de l'océan

Captage de CO_{2} en mer.

La fertilisation de l'Océan est une technique de géoingénierie, encore expérimentale qui a pour but d'accroître la productivité primaire marine afin que, dans les zones fertilisées, les organismes marins absorbent davantage de dioxyde de carbone, l'un des gaz a effet de serre responsable du réchauffement climatique. 
Ces projets visent à épandre en surface de l'océan des nutriments assez peu abondants naturellement comme les dérivés azotés, les phosphates ou le fer, des facteurs limitants au développement des phytoplanctons. Dès lors toute la chaine alimentaire est stimulée, créant de surcroît des ressources potentielles pour la pêche. 

## Essais
Des tests ont déjà été faits dans l'illégalité dans l'océan Pacifique, dans le territoire sous la gouverne du Canada.
Pour les territoires marins français, des essais d'épandage de sels ferriques ont déjà eu lieu, par exemple près des îles Kerguelen[réf. nécessaire].

## Controverses
Cette pratique est controversée du fait qu'elle bouleverse les équilibres locaux sans nécessairement apporter la solution désirée. Certains auteurs considèrent qu'elles présente de hauts risques pour les écosystèmes marins, voire pour les équilibres géoclimatiques.
Une opération de fertilisation en fer d'une zone de moins de 1 000 km2 a même généré un effet adverse et inattendu : une production accrue de bromométhane océanique, qui est à la fois un puissant gaz à effet de serre et un gaz destructeur de la couche d'ozone.